# Moskovske, Lîpova Dolîna
Moskovske (în ucraineană Московське) este localitatea de reședință a comunei Moskovske din raionul Lîpova Dolîna, regiunea Sumî, Ucraina.

## Demografie
Componența lingvistică a localității Moskovske
     Ucraineană (99,39%)
     Alte limbi (0,61%)
Conform recensământului din 2001, majoritatea populației localității Moskovske era vorbitoare de ucraineană (99,39%), existând în minoritate și vorbitori de alte limbi.